# Grånsjälgrundet
Grånsjälgrundet is een eilandje in de Zweedse Kalixrivier. Het ronde eiland ligt midden in de rivier ter hoogte van Bredviken. Het eiland heeft een oppervlakte van nog geen hectare.